# Partido Socialista Galego-Esquerda Galega
O Partido Socialista Galego-Esquerda Galega (PSG-EG) foi um partido político nacionalista e de esquerda. Foi constituído em 24 de junho de 1984 por meio da fusão do Partido Socialista Galego (PSG) e da Esquerda Galega (EG). O seu principal novo dirigente foi Camilo Nogueira. Em 1991, foi criada a Unidade Galega (UG), dirigida pelo próprio Camilo Nogueira, na qual várias membros do PSG-EG se integraram; outros integrar-se-iam no Bloco Nacionalista Galego (BNG) em 1993/95.